# Coupe de la Major League Soccer 2020
La Coupe de la Major League Soccer 2020 est la 25e édition de la Coupe de la Major League Soccer et se joue le 12 décembre 2020 (initialement prévue pour le 7 novembre) entre le Crew de Columbus, champion de la conférence Est et les Sounders de Seattle, champions de la conférence Ouest. La rencontre se joue sur le terrain de la meilleure équipe au bilan de la saison régulière, à savoir Columbus,.
Cette finale, voit la victoire du Crew de Columbus qui s'impose trois buts à zéro sur les Sounders de Seattle,. Le Crew se qualifie pour la Ligue des champions de la CONCACAF 2021.

## Contexte
Le Crew de Columbus joue sa troisième finale après celle remportée en 2008 (en) face aux Red Bulls de New York et celle perdue en 2015 à domicile face aux Timbers de Portland. Les Sounders de Seattle jouent leur quatrième finale en cinq ans dont deux victoires en 2016, puis en 2019 et une défaite en 2017 face à Toronto.
Le Mapfre Stadium a précédemment accueilli la finale de la Coupe de la Major League Soccer en 2001 (en) et 2015. En raison de la pandémie de Covid-19, le stade de 20 000 places sera limité à une capacité non spécifiée, la réglementation locale autorise jusqu'à 1 500 spectateurs. Selon ESPN, la MLS a également préparé des plans d'urgence pour déplacer la finale de la Coupe MLS vers un lieu neutre, comme l'Exploria Stadium d'Orlando. Un couvre-feu Covid-19 à l'échelle de l'État est émis le 10 décembre par le gouverneur de l'Ohio Mike DeWine a exempté le match et d'autres événements sportifs tenus dans des grands sites en extérieur.
Les deux équipes se rencontrent pour la première fois en séries éliminatoires.

## Avant-match
Deux jours avant le match, le Crew de Columbus annonce que deux joueurs sont testés positifs au Covid-19 et ne seront pas en mesure de jouer, Darlington Nagbe, Pedro Santos et Vito Wormgoor sont répertoriés comme étant « médicalement non autorisés à jouer » à compter du 10 décembre 2020. Huit joueurs de Columbus ont déjà été testés positifs à la Covid-19 lors des séries éliminatoires et sont autorisés à jouer. Les Sounders de Seattle annoncent que Xavier Arreaga va rater le match, car il est resté à Seattle pour attendre la naissance de son premier enfant.
L'arbitre désigné par la Major League Soccer est Jair Marrufo. Il a déjà arbitré deux finales de la Coupe MLS en 2006 (en) et en 2015. Il est assisté par Corey Parker et Kathryn Nesbitt (de). Alex Chilowicz est le quatrième arbitre et Cory Richardson désigné arbitre assistant de réserve. Drew Fischer (en) est chargé de l'arbitrage vidéo. Il est assisté de Fabio Tovar. Kathryn Nesbitt devient la première femme à arbitrer un match de championnat dans le sport professionnel masculin en Amérique du Nord.

## Parcours des finalistes
Note : dans les résultats ci-dessous, le score du finaliste est toujours donné en premier (D : domicile ; E : extérieur).
| Rang | Équipe                | Pts       | J  | G  | N | P | Bp | Bc | Diff |
| ---- | --------------------- | --------- | -- | -- | - | - | -- | -- | ---- |
| 1    | Sporting Kansas City  | 39 (1,86) | 21 | 12 | 3 | 6 | 38 | 25 | +13  |
| 2    | Sounders de Seattle T | 39 (1,77) | 22 | 11 | 6 | 5 | 44 | 23 | +21  |
| 3    | Timbers de Portland   | 39 (1,70) | 23 | 11 | 6 | 6 | 46 | 35 | +11  |
| 4    | Minnesota United      | 34 (1,62) | 21 | 9  | 7 | 5 | 36 | 26 | +10  |
| 5    | Rapids du Colorado    | 28 (1,56) | 18 | 8  | 4 | 6 | 32 | 28 | +4   |
| 6    | FC Dallas             | 34 (1,55) | 21 | 9  | 7 | 6 | 28 | 24 | +4   |

| Rang | Équipe                | Pts       | J  | G  | N | P | Bp | Bc | Diff |
| ---- | --------------------- | --------- | -- | -- | - | - | -- | -- | ---- |
| 1    | Union de Philadelphie | 47 (2,04) | 23 | 14 | 5 | 4 | 44 | 20 | +24  |
| 2    | Toronto FC            | 44 (1,91) | 23 | 13 | 5 | 6 | 33 | 26 | +7   |
| 3    | Crew de Columbus      | 41 (1,78) | 23 | 12 | 5 | 6 | 36 | 21 | +15  |
| 4    | Orlando City SC       | 41 (1,78) | 23 | 11 | 8 | 4 | 40 | 25 | +15  |
| 5    | New York City FC      | 39 (1,70) | 23 | 12 | 3 | 8 | 37 | 25 | +12  |
| 6    | Red Bulls de New York | 32 (1,39) | 23 | 9  | 5 | 9 | 29 | 31 | -2   |

### Confrontation en 2020
| Date        | Domicile            | Score | Extérieur        | Stade             |
| ----------- | ------------------- | ----- | ---------------- | ----------------- |
| 7 mars 2020 | Sounders de Seattle | 1 - 1 | Crew de Columbus | CenturyLink Field |

## Feuille de match
Il s'agit de la première confrontation en séries éliminatoires entre ces deux équipes.
| Finale                    | Crew de Columbus                                                      | 3 - 0   | Sounders de Seattle | Mapfre Stadium, Columbus                                                                              | |
| 12 décembre 2020 20 h EST | ( Afful) Zelarayán 25e ( Zelarayán) Etienne 31e ( Díaz) Zelarayán 82e | (2 - 0) |                     | Spectateurs : 1 500 Diffuseur : Fox Sports Arbitrage : Jair Marrufo Arbitre vidéo : Drew Fischer (en) | Spectateurs : 1 500 Diffuseur : Fox Sports Arbitrage : Jair Marrufo Arbitre vidéo : Drew Fischer (en) |
| 12 décembre 2020 20 h EST | Rapport                                                               |         |                     | Spectateurs : 1 500 Diffuseur : Fox Sports Arbitrage : Jair Marrufo Arbitre vidéo : Drew Fischer (en) | Spectateurs : 1 500 Diffuseur : Fox Sports Arbitrage : Jair Marrufo Arbitre vidéo : Drew Fischer (en) |

| Columbus Crew | Seattle Sounders |

| Crew de Columbus : |    |                   |  |     |
|                    |    |                   |  |     |
| Gardien de but     | 1  | Eloy Room         |  |     |
|                    | 4  | Jonathan Mensah   |  |     |
|                    | 3  | Josh Williams     |  |     |
|                    | 8  | Artur             |  | 88e |
|                    | 10 | Lucas Zelarayán   |  |     |
|                    | 11 | Gyasi Zardes      |  |     |
|                    | 12 | Luis Díaz         |  | 90e |
|                    | 19 | Milton Valenzuela |  |     |
|                    | 21 | Aidan Morris      |  |     |
|                    | 22 | Derrick Etienne   |  | 83e |
|                    | 25 | Harrison Afful    |  |     |
| Remplaçants :      |    |                   |  |     |
|                    | 16 | Hector Jiménez    |  | 83e |
|                    | 26 | Fatai Alashe      |  | 88e |
|                    | 14 | Waylon Francis    |  | 90e |
| Entraîneur :       |    |                   |  |     |
| Caleb Porter       |    |                   |  |     |

| Sounders de Seattle : |    |                  |     |     |
|                       |    |                  |     |     |
| Gardien de but        | 24 | Stefan Frei      |     |     |
|                       | 5  | Nouhou Tolo      |     | 46e |
|                       | 6  | João Paulo       | 28e | 60e |
|                       | 7  | Cristian Roldan  |     |     |
|                       | 9  | Raúl Ruidíaz     |     |     |
|                       | 10 | Nicolás Lodeiro  |     |     |
|                       | 13 | Jordan Morris    |     |     |
|                       | 16 | Alex Roldan (en) |     | 60e |
|                       | 27 | Shane O'Neill    |     | 77e |
|                       | 28 | Yeimar Gómez     |     |     |
|                       | 33 | Joevin Jones     |     | 46e |
| Remplaçants :         |    |                  |     |     |
|                       | 2  | Brad Smith       | 49e | 46e |
|                       | 4  | Gustav Svensson  |     | 46e |
|                       | 17 | Will Bruin       |     | 60e |
|                       | 18 | Kelvin Leerdam   |     | 60e |
|                       | 94 | Jimmy Medranda   |     | 77e |
| Entraîneur :          |    |                  |     |     |
| Brian Schmetzer       |    |                  |     |     |

| Assistants : Corey Parker Kathryn Nesbitt Quatrième arbitre : Alex Chilowicz Cinquième arbitre : Cory Richardson Arbitre vidéo : Drew Fischer (en) Assistants arbitre vidéo : Fabio Tovar Homme du Match : Lucas Zelarayán |